# Russia-Italia Film Festival
Il Russia-Italia Film Festival (in russo Российско-Итальянский КиноФестиваля?, Rossijsko-Ital’janskij KinoFestivalja, abbreviato in RIFF) è un festival di cinema italiano che si tiene in Russia dal 2014.

## Storia
Il RIFF si svolge presso il cineteatro Oktjabr' di Mosca, della Catena Karo, il più grande cinema di Mosca, che accoglie anche il MIFF - Festival cinematografico internazionale di Mosca (MMKF - Московский международный кинофестиваль), il cinema Rodina di San Pietroburgo ed il cinema Pobeda di Novosibirsk e in più di altre 30 città della Russia.
Il RIFF è dedicato allo scambio interculturale tra Russia e Italia nel campo del cinema ed è organizzato con il patrocinio di:
- Ambasciata d'Italia a Mosca;
- Istituto Luce Cinecittà;
- FilmItalia - Promozione internazionale del cinema Italiano contemporaneo (Istituto Luce Cinecittà);
- ENIT - Agenzia Nazionale Italiana del Turismo (sede di Mosca);
- Istituto Italiano di Cultura di Mosca;
- Camera di commercio italo-russa;
- Enel.

L'unicità del RIFF è che il suo programma dura tutto l'anno e copre oltre 30 città della Russia, il che rende possibile conoscere regolarmente le novità del cinema italiano non solo nelle principali grandi città, ma anche in città medie e piccole della Russia.
Gli spettacoli in anteprima si svolgono una volta al mese durante tutto l'anno e sono accompagnati da incontri e dibattiti con ospiti speciali dall'Italia, che presentano i film al pubblico russo.
Il RIFF mostra l'ultimo cinema italiano, i film italiani campioni d'incasso, inglobandone varie categorie del cinema italiano: dai film che hanno partecipato e vinto famosi festival internazionali ai lavori documentaristici sui problemi sociali del Paese, dalle raccolte di cortometraggi ai cartoni animati, dalle pellicole dei più giovani registi alle retrospettive sui classici del cinema italiano; gli organizzatori del RIFF si pongono come obbiettivo non soltanto quello di proiettare i film, ma di raccontare la storia della loro realizzazione, di presentare registi, attori e aneddoti della loro vita italiana.
Nel programma del RIFF rientra anche la sezione del "Cinema d'Autore", che comprende alcuni film che nemmeno arriverebbero in Russia, oppure che vengono presentati per un periodo di tempo limitato, e, quindi, più sconosciuti al grande pubblico.

## I premi
I film che partecipano al RIFF sono valutati da una giuria professionale, che comprende registi, attori, produttori, critici e altri cineasti.
I risultati vengono annunciati alla cerimonia di chiusura del RIFF a novembre.
I vincitori ricevono i premi del marchio RIFF.
Il premio speciale per i vincitori del RIFF è stato sviluppato dal pittore, scultore, scultore, mosaicista italiano Marco Bravura: un mosaico con l'immagine di un tappeto rosso su uno sfondo d'oro. Il Corporate Award RIFF ha ricevuto il nome appropriato "The Red Carpet".
Nell'ambito del RIFF si tiene un ciclo di lezioni dal titolo "La lingua e il cinema", organizzato in collaborazione con il Dipartimento di Formazione dell'Ambasciata d'Italia a Mosca e con il Progetto PRIA, il ciclo è finalizzato alla diffusione della lingua italiana nelle diverse città russe.

## Film vincitori e selezionati

### I Edizione (2014)
Dal 11 al 23 novembre presso il cineteatro Fakel di Mosca e dal 2 al 14 dicembre al cinema Rodina di San Pietroburgo:
- Amore oggi di Giancarlo Fontana e Giuseppe G. Stasi: Film d'Apertura
- Basilicata coast to coast di Rocco Papaleo: Selezionato
- Che strano chiamarsi Federico di Ettore Scola: Selezionato
- Dieci inverni di Valerio Mieli: Selezionato
- Fantasie italiane di Damiano Monaco, Pierluigi Ferradini e altri: Selezionato
- I clowns di Federico Fellini: Selezionato
- Il giardino chiuso (Sad, kotoryj skryt) di Tat'jana Danil'janc: Selezionato
- Il Vangelo secondo Matteo di Pier Paolo Pasolini: Selezionato
- Italiani veri di Marco Raffaini: Selezionato
- L'anima del gattopardo di Annarita Zambaro: Selezionato
- L'Italia in crisi di Davide Labanti, F. Costa, D. Leone e altri: Selezionato
- La valle dello Jato di Caterina Monzani e Sergio Vega Borrero: Selezionato
- Le acque segrete di Palermo di Stefania Casini: Selezionato
- Look at me di Anna Kolchina: Selezionato
- Maksimovich. La storia di Bruno Pontecorvo di Diego Cenetiempo: Selezionato
- Questa è la vita di Ernesto Del Gesso, Cristiano Anania e altri: Selezionato
- Ristabbanna di Gianni Cardillo, Daniele De Plano: Selezionato
- The Stalker di Giorgio Amato: Selezionato
- Una piccola impresa meridionale di Rocco Papaleo: Selezionato

### II Edizione (2015)
Dal 3 al 15 novembre presso il cineteatro Oktjabr' di Mosca:
- Andiamo a quel paese di Salvatore Ficarra e Valentino Picone: Film d'Apertura
- Amori elementari di Sergio Basso: Selezionato
- I sogni del lago salato di Andrea Segre: Selezionato
- Il treno va a Mosca di Federico Ferrone e Michele Manzolini: Selezionato
- La madre di Angelo Maresca: Selezionato
- La mia classe di Daniele Gaglianone: Selezionato
- Moj deduška byl višnej di Olga e Tat'jana Polietkovy (basato sulla storia Mio nonno era un ciliegio di Angela Nanetti) : Selezionato
- Neve di Stefano Incerti: Selezionato
- Neverlake di Riccardo Paoletti: Selezionato
- Noi e la Giulia di Edoardo Leo: Selezionato
- Nuovi italiani: Selezionato
- Pietro Germi. Il bravo, il bello il cattivo di Claudio Biondi: Selezionato
- Quell'estate di Guendalina Zampagni: Selezionato
- Questa è la vita 2: Selezionato
- Ricordando Paradzhanov. Incontri veneziani (Vspominaja Paradžanova. Venecianskie vstreči) di Tat'jana Danil'janc: Selezionato
- Sul vulcano di Gianfranco Pannone: Selezionato
- The elevator di Massimo Coglitore: Selezionato
- Tra cinque minuti in scena di Laura Chiossone: Selezionato

### III Edizione (2016)
Dal 1 al 13 novembre presso il cineteatro Oktjabr' di Mosca:
- Bagnoli Jungle di Antonio Capuano: Miglior Film
- Bellissima di Alessandro Capitani: Miglior Cortometraggio
- La macchinazione di David Grieco: Gran Premio della Giuria
- Senza lasciare traccia di Gianclaudio Cappai: Premio Speciale della Giuria
- Il Vangelo secondo Mattei di Antonio Andrisani e Pascal Zullino: Premio Speciale Work in Progress
- Perfetti sconosciuti di Paolo Genovese: Film d'Apertura
- Bella ciao di Valeria Lovkova: Selezionato
- Bianco di Babbudoiu di Igor Biddau: Selezionato
- Gli ultimi saranno ultimi di Massimiliano Bruno: Selezionato
- I volti delle Vie Francigene di Fabio Dipinto: Selezionato
- Il fiore di novembre di Michele Bonechi: Selezionato
- Il ministro di Giorgio Amato: Selezionato
- In fondo al bosco di Stefano Lodovichi: Selezionato
- In grazia di Dio di Edoardo Winspeare: Selezionato
- La vita come miracolo di autori vari: Selezionato
- Loro chi? di Fabio Bonifacci, Francesco Miccichè: Selezionato
- Ridendo e scherzando - Ritratto di un regista all'italiana di Paola e Silvia Scola: Selezionato
- Romeo e Giulietta di Massimo Coppola: Selezionato
- Senza nessuna pietà di Michele Alhaique: Selezionato
- Sonata in la minore di Galina Vereina: Selezionato
- The Repairman di Paolo Mitton: Selezionato
- Ustica di Renzo Martinelli: Selezionato
- Vieni a vivere a Napoli di Guido Lombardi, Francesco Prisco e Edoardo De Angelis: Selezionato

### IV Edizione (2017)
Dal 1 al 12 novembre presso il cineteatro Oktjabr' di Mosca:
- Piccoli crimini coniugali di Alex Infascelli: Miglior Film
- 7 minuti di Michele Placido: Gran Premio della Giuria
- Oh mio Dio! di Giorgio Amato: Menzione Speciale della Giuria
- Una gita a Roma di Karin Proia: Premio del Pubblico
- Amori che non sanno stare al mondo di Francesca Comencini: Selezionato
- Buongiorno Taranto di Paolo Pisanelli: Selezionato
- Easy - Un viaggio facile facile di Andrea Magnani: Selezionato
- Gomorroide de I Ditelo voi: Selezionato
- Indivisibili di Edoardo De Angelis: Selezionato
- L'esercito più piccolo del mondo di Gianfranco Pannone: Selezionato
- L'ora legale di Salvatore Ficarra e Valentino Picone: Selezionato
- La ragazza del mondo di Marco Danieli: Selezionato
- Lascia stare i santi di Gianfranco Pannone: Selezionato
- Maria per Roma di Karen Di Porto: Selezionato
- Piuma di Roan Johnson: Selezionato
- Sul vulcano di Gianfranco Pannone: Selezionato
- Taranta on the road di Salvatore Allocca: Selezionato
- Troppo napoletano di Gianluca Ansanelli: Selezionato
- Un paese quasi perfetto di Massimo Gaudioso: Selezionato

### V Edizione (2018)
Dal 13 al 25 novembre presso il cineteatro Oktjabr' di Mosca:
- Invisibile di Max Nardari: Miglior Cortometraggio
- Io sono Tempesta di Daniele Luchetti: Film d'Apertura
- Finché c'è prosecco c'è speranza di Antonio Padovan: Selezionato
- Il tuttofare di Valerio Attanasio: Selezionato
- Made in Italy di Luciano Ligabue: Selezionato
- Smetto quando voglio - Ad honorem di Sydney Sibilia: Selezionato

### VI Edizione (2019)
Dal 12 al 24 novembre presso il cineteatro Oktjabr' di Mosca:
- Il traditore di Marco Bellocchio: Gran Premio del Festival & Film di Chiusura
- A Ciambra di Jonas Carpignano: 1º Premio ex aequo
- Il peccato di Andrei Konchalovsky: 1º Premio ex aequo
- Il bene mio di Pippo Mezzapesa: 2º Premio ex aequo
- Il grande spirito di Sergio Rubini: 2º Premio ex aequo
- Il ladro di cardellini di Carlo Luglio: 3º Premio
- Napoli velata di Ferzan Özpetek: Premio Speciale della Giuria
- L'uomo che comprò la Luna di Paolo Zucca: Premio per la Miglior Commedia ex aequo
- Nevermind di Eros Puglielli: Premio per la Miglior Commedia ex aequo
- Bruciate Napoli, docufilm del 2019 diretto da Arnaldo Delehaye, con protagonisti Mariano Rigillo, Patrizio Rispo e Nunzia Schiano: Premio Speciale per Documentari
- Come se non ci fosse un domani di Igor Biddau: Premio Speciale per Film ad Episodi
- Non ci resta che il crimine di Massimiliano Bruno: Film di Apertura
- Bangla di Phaim Bhuiyan: Selezionato
- Bob & Marys - Criminali a domicilio, film del 2018 diretto da Francesco Prisco, con protagonisti Rocco Papaleo e Laura Morante: Selezionato
- Copperman di Eros Puglielli: Selezionato
- Fortunata di Sergio Castellitto: Selezionato
- Il mangiatore di pietre di Nicola Bellucci: Selezionato
- Io, Leonardo di Jesus Garces Lambert: Selezionato
- L'amore a domicilio di Emiliano Corapi: Selezionato
- La casa di famiglia di Augusto Fornari: Selezionato
- La prima pietra di Rolando Ravello: Selezionato
- Metti la nonna in freezer di Giancarlo Fontana e Giuseppe G. Stasi: Selezionato
- Piazza Vittorio di Abel Ferrara: Selezionato
- Restiamo amici di Antonello Grimaldi: Selezionato
- Ricchi di fantasia di Francesco Micciché: Selezionato
- Ti presento Sofia di Guido Chiesa: Selezionato